# National Film Award/Spezialpreis der Jury
Die Gewinner des National Film Award der Kategorie Spezialpreis der Jury (Special Jury Award) waren:
| Jahr | Preisträger | Film                                                           | Sprache                         |
| ---- | --- | -------------------------------------------------------------- | ------------------------------- |
| 1978 | Mrinal Sen (Regisseur) Muzaffar Ali (Regisseur)                                                                         | Parashuram Gaman                                               | Bengalisch Hindi                |
| 1979 | kein Preis | -                                                              | -                               |
| 1980 | kein Preis | -                                                              | -                               |
| 1981 | Satyajit Ray (Regisseur)                                                                                                | Sadgati                                                        | Hindi                           |
| 1982 | kein Preis | -                                                              | -                               |
| 1983 | Kumar Shahani (Regisseur) M. Ravi Varma (Regisseur)                                                                     | Tarang Nokkukuthi                                              | Hindi Malayalam                 |
| 1984 | T. S. Ranga (Regisseur)                                                                                                 | Giddh                                                          | Hindi                           |
| 1985 | Sudha Chandran (Schauspielerin)                                                                                         | Mayuri                                                         | Telugu                          |
| 1986 | John Abraham (Regisseur)                                                                                                | Amma Ariyan                                                    | Malayalam                       |
| 1987 | kein Preis | -                                                              | -                               |
| 1988 | Aamir Khan (Schauspieler)                                                                                               | Raakh                                                          | Hindi                           |
| 1989 | Amitabh Chakraborty (Regisseur) Mohanlal (Schauspieler) Anupam Kher (Schauspieler)                                      | Kaal Abhirati Kireedam Daddy                                   | Bengalisch Malayalam Hindi      |
| 1990 | Anoubam Kiranmala (Schauspielerin) Jayabharathi (Schauspielerin) Sunny Deol (Schauspieler) Pankaj Kapoor (Schauspieler) | Ishanou Marupakkam Ghayal Ek Doctor Ki Maut                    | Manipuri Tamilisch Hindi        |
| 1991 | Soumitra Chatterjee (Schauspieler) Ravindran (Komponist) Mamta Shankar (Schauspielerin)                                 | Antardhan Bharatham Agantuk                                    | Bengalisch Malayalam Bengalisch |
| 1992 | Sivaji Ganesan (Schauspieler) Ketan Mehta (Regisseur)                                                                   | Thevar Magan Maya Memsaab                                      | Tamilisch Hindi                 |
| 1993 | Mahesh Bhatt (Regisseur) Shashi Kapoor (Schauspieler) Pallavi Joshi (Schauspielerin) Sushant Misra (Regisseur)          | Hum Hain Rahi Pyar Ke In Custody Woh Chokri Indradhanura Chhai | Hindi / Urdu Hindi Oriya        |
| 1994 | Radhu Karmakar (Kameramann) Shaji N. Karun (Regisseur) Bishnu Kharghoria (Schauspieler)                                 | Param Veer Chakra Swaham Hkhgoroloi Bohu Door                  | Hindi Malayalam Assamesisch     |
| 1995 | Benaf Dadachandji (Kinderdarstellerin) Rohini (Schauspielerin)                                                          | Halo Stree                                                     | Kannada / Tamilisch Telugu      |
| 1996 | Amol Palekar (Regisseur) Kiron Kher (Schauspielerin)                                                                    | Daayraa Sardari Begum                                          | Hindi                           |
| 1997 | Jayamala (Schauspielerin) Nagarjuna (Schauspieler) Jomol (Schauspielerin)                                               | Thayi Saheba Annamayya Ennu Swantham Janakikutty               | Kannada Telugu Malayalam        |
| 1998 | Manju Warrier (Schauspielerin) Simran Bagga (Schauspielerin)                                                            | Kannezhuthi Pottum Thottu Vaalee                               | Malayalam Tamilisch             |
| 1999 | Kalabhavan Mani (Schauspieler)                                                                                          | Vasanthiyum Lakshmiyum Pinne Njaanum                           | Malayalam                       |
| 2000 | Soumitra Chatterjee (Schauspieler)                                                                                      | Dekha                                                          | Bengalisch                      |
| 2001 | Janaki Vishwanathan (Regisseurin)                                                                                       | Kutty                                                          | Tamilisch                       |
| 2002 | Prakash Raj (Schauspieler) Jyothirmayi (Schauspielerin)                                                                 | Bhavam                                                         | Malayalam                       |
| 2003 | Manoj Bajpai (Schauspieler) Nedumudi Venu (Schauspieler)                                                                | Pinjar Margam                                                  | Hindi / Urdu Malayalam          |
| 2004 | J. Phillip (Schauspieler/Tänzer) Pradeep Nair (Regisseur) Gurdas Maan (Schauspieler)                                    | Dancer Oridam Des Hoyaa Pardes                                 | Tamilisch Malayalam Panjabi     |
| 2005 | Anupam Kher | Maine Gandhi Ko Nahin Mara                                     | Hindi                           |
| 2006 | Vishal Bharadwaj | Omkara                                                         | Hindi                           |
| 2007 | Anil Kapoor (Produzent) Feroz Abbas Khan (Regisseur)                                                                    | Gandhi My Father                                               | Hindi                           |
| 2008 | National Film Development Corporation (Produzent) K. M. Madhusudhanan (Regisseur)                                       | Bioscope                                                       | Malayalam                       |

Der Preis wird auf Entscheidung der Jury an einen Film oder eine Person verliehen, die noch mit keiner anderen Auszeichnung bedacht wurden. Derzeit erhält der Gewinner einen Rajat Kamal und ein Preisgeld von 125.000 Rupien.